# Torrent de Rataclà

El Torrent de Rataclà, respecte del terme de Castellcir

El torrent de Rataclà és un torrent dels termes municipals de Sant Quirze Safaja i de Castellcir, de la comarca del Moianès.
Es forma en el vessant nord-est de la Serra de Bernils, a llevant de la masia del Bosc. Des d'aquest lloc s'adreça cap a ponent, passant pel sud de la masia del Bosc, i s'aboca en el torrent del Bosc a prop i al sud-oest de la masia esmentada.